# سمير طحان
سمير طحّان (ولد في 1 مارس 1947، حلب، سوريا) هو أديب، شاعر، كاتب، مؤرخ وباحث تراثي سوري، يُعرف بلقب قلعة حلب الثانية الذي منحه إياه الرئيس حافظ الأسد بعد نجاته من انفجار لغم أفقده يديه وبصره خلال خدمته العسكرية. يعتبر من أبرز الأصوات الأدبية في سوريا الحديثة، وقد كتب في مختلف الأجناس الأدبية من الشعر إلى الرواية إلى البحث التراثي.

## النشأة والتعليم
وُلد طحّان في مدينة حلب، ودرس في معهد الأرض المقدسة للآباء الفرنسيسكان، حيث تعلم اللغتين العربية والفرنسية، ثم أضاف إليهما الإنجليزية، وبدأ بكتابة التمثيليات القصيرة والشعر والنثر في سن مبكرة. درس الأدب الإنجليزي في جامعة دمشق، وتعلم الفلسفة العربية والغربية، لاهوت الأديان الحيّة، فنون التخريم، النحت، الرسم، والخط العربي واللاتيني.

## العمل والحياة الأدبية
سافر إلى لبنان وعمل في الجامعة اليسوعية في بيروت، وكتب في الصحافة باسم مستعار هو نسيب الشحيني. تتلمذ على يد يوسف الخال، والتقى العديد من الأسماء الفنية والأدبية مثل عاصي الرحباني، الأخطل الصغير وغادة السمان.

## الحادثة والتحول
في نهاية الستينيات، عاد إلى سوريا والتحق بخدمة العلم الإلزامية، وتخصص في المتفجرات ضمن مدرسة الهندسة العسكرية. في عام 1970، انفجر به لغم خلال تدريب، ما أدى إلى فقدانه يديه وبصره. أُرسل إلى إسبانيا وروسيا للعلاج، وتمكن من استعادة جزء طفيف من بصره في عينه اليسرى. الحادثة شكّلت تحولًا جذريًا في حياته الإبداعية، وبدأ مرحلة جديدة من الإنتاج المكثف.

## أسلوبه وإبداعه
يُعتبر سمير طحّان نموذجاً للإرادة والإبداع في مواجهة المحن. يرى أن الإبداع هو عملية مقصودة لا تعتمد على الإلهام فقط، ويصف كتاباته بأنها سيرة ذاتية دائمة، يؤمن أن الأدب يجب أن يدمج بين الذاكرة الفردية والجماعية.

## أعماله
ألف ما يقارب العشرين كتاباً مطبوعاً ومترجماً، من أبرزها:
- الرزنامة – موسوعة شعبية عن التراث الحلبي.
- أحبك – مجموعة شعرية.
- أرواح تائهة – تأملات فلسفية وشعرية.
- سريون – نصوص بعنوان "مزامير سورية".
- الحالات – رواية "في أصوات"، تدرس في باريس.
- القصاص الحلبي والحكواتي الحلبي – تراث شفهي، تُرجم إلى الإنجليزية.
- ولاويل بردى – ديوان شعري عن تجربة الفقد.
- أنا بحكي عربي سوري دارج – منهاج لتعليم اللهجة السورية للأجانب.

يمكن تحميل مجموعته الأدبية من خلال موقع الإنترنت الخاص به الموجود في الروابط الخارجية أسفل المقال.

## الأثر الثقافي
ترك سمير طحّان أثراً كبيراً في الأدب السوري المعاصر، وساهم في توثيق التراث الشعبي، وابتكار أساليب تدريسية حديثة. شارك بأشعاره في شارات المسلسلات الدرامية مثل أيام الغضب، إخوة التراب ونساء صغيرات.

## حياته الشخصية
كان لحياته طيف واسع من التجارب بين الفرح والحزن، الحب والخيانة، وقد لعبت شخصيات عديدة أدواراً إيجابية في حياته، من بينهم ليلى خياط طحان زوجة أخيه التي وصفها بأنها كانت له الأم الحنونة والممرضة بعد محنته.